# 瓦普寺
瓦普寺（發音：[wāt pʰúː]，意为“山寺”）是一座位於老撾南部占巴塞省地區的印度教寺院。
此寺建於公元5世紀柬埔寨扶南時代，供奉湿婆神的象徵林伽，但在13世紀吳哥王朝接受上座部佛教後被改成佛教寺院一直保留至現在。
瓦普寺在2001年成為世界遺產。